# 華秋
华秋（?—?），隋朝人物，汲郡临河（今河南省浚县东）人。
华秋幼年丧父，事奉母亲以孝闻名。家贫，佣受雇于人来赡养母亲。其母生病，华秋容貌憔悴，须鬓变白，州里都嗟叹惊异。母亲去世后，遂绝就不再梳洗，头发全部掉光。在墓侧结庐，负土成坟，有人想要帮助他，华秋跪拜阻止他。大业初年，朝廷征调狐皮，郡县大加捕猎。有一只兔子，猎人追逐，逃到华秋庐中，藏在华秋膝下。猎人到达庐所，感到奇怪就放了这只兔子。自此这只兔子常住在庐中，驯服在华秋左右。郡县嘉赏他的孝感，都奏上朝廷。隋炀帝派使者慰问，表彰他的家门。后天下大乱，盗贼常往来在他的草庐左右，都相互告诫：“不要冒犯孝子。”乡人依靠华秋而保全的很多。